# Fronteira Cazaquistão–Uzbequistão
A fronteira entre o Cazaquistão e o Uzbequistão é a linha que limita os territórios do Cazaquistão e do Uzbequistão. A fronteira internacional foi estabelecida com a dissolução da União Soviética em 1991.

## Características
Esta fronteira se inicia a oeste na tríplice fronteira dos dois países com o Turcomenistão, apresenta dois trechos retilíneos (como no meridiano 56 E) até cortar o cada vez mais diminuto mar de Aral. Da margem oriental do mar de Aral segue para o leste até a outra tríplice fronteira, dos dois países com o Quirguistão. Houve em 2000 alguns conflitos territoriais entre os dois países a propósito da fronteira. No entanto, em 2008, algum apaziguamento trouxe mais calma à zona de fronteira.